# اورلاندو فانااسکا
اورلاندو فانااسکا (انگلیسی: Orlando Fanasca؛ زادهٔ ۲۱ فوریهٔ ۱۹۸۳) بازیکن فوتبال اهل ایتالیا است.
از باشگاه‌هایی که در آن بازی کرده‌است می‌توان به باشگاه فوتبال فیورنتینا، باشگاه فوتبال ترنانا، و باشگاه فوتبال پیستویزه اشاره کرد.